# Secret State
Secret State è una miniserie televisiva britannica in quattro puntate, trasmessa nel 2012 ed interpretata da Gabriel Byrne, Charles Dance e Gina McKee. La miniserie è ispirata al romanzo A Very British Coup di Chris Mullin, ed esplora il rapporto tra un governo democratico, le forze armate e le grandi aziende. La prima puntata è stata trasmessa su Channel 4 il 7 novembre 2012, e le rimanenti tre sono andate in onda i tre mercoledì successivi.

## Trama
Nel periodo antecedente le elezioni politiche, un devastante incidente industriale a Teesside causa la morte di diciannove persone e solleva questioni circa le procedure di sicurezza della società petrolchimica statunitense PetroFex. Il primo ministro britannico dichiara di aver ricevuto un pacchetto di risarcimenti dalla società, ma, al suo ritorno da PetroFex HQ, il suo aereo precipita nell'Atlantico in circostanze misteriose. Il vice primo ministro Tom Dawkins prende il comando, e durante le sue ricerche sulle vittime dell'incidente, scopre una cospirazione nel cuore del sistema politico.

## Produzione
Chris Mullin, autore del romanzo A Very British Coup al quale la miniserie è ispirata, è apparso in un cameo nel ruolo di vicario.

## Edizione home video
È stata annunciata la pubblicazione nel Regno Unito di un'edizione DVD della miniserie, per il 3 dicembre 2012.